# Municipio de Wilmington (Arkansas)
El municipio de Wilmington (en inglés: Wilmington Township) es un municipio ubicado en el condado de Union en el estado estadounidense de Arkansas. En el año 2010 tenía una población de 604 habitantes y una densidad poblacional de 4,39 personas por km².

## Geografía
El municipio de Wilmington se encuentra ubicado en las coordenadas 33°13′26″N 92°25′32″O / 33.22389, -92.42556. Según la Oficina del Censo de los Estados Unidos, el municipio tiene una superficie total de 137.71 km², de la cual 136,73 km² corresponden a tierra firme y (0,71 %) 0,98 km² es agua.

## Demografía
Según el censo de 2010, había 604 personas residiendo en el municipio de Wilmington. La densidad de población era de 4,39 hab./km². De los 604 habitantes, el municipio de Wilmington estaba compuesto por el 74,17 % blancos, el 21,85 % eran afroamericanos, el 0,5 % eran amerindios, el 0,33 % eran asiáticos, el 0,99 % eran de otras razas y el 2,15 % eran de una mezcla de razas. Del total de la población el 5,96 % eran hispanos o latinos de cualquier raza.